# Juris Kalniņš
Juris Kalniņš (Riga, 8 maart 1938 - aldaar, 9 februari 2010) is een voormalig Sovjet- en Letse basketbalspeler.

## Carrière
Kalniņš speelde zijn hele carrière in bij SKA Riga van 1958 tot 1970. Met SKA werd hij één keer Landskampioen van de Sovjet-Unie in 1958. Hij werd twee keer tweede in 1962 en 1964 en één keer derde in 1961. Hij won drie keer de FIBA European Champions Cup in 1958, 1959 en 1960 en één keer tweede in 1961. Ook won hij vijf keer het Landskampioenschap van de Letse SSR in 1962, 1965, 1966, 1967 en 1969. Hij werd één keer kampioen om de Spartakiade van de Volkeren van de USSR in 1956 met de Letse SSR.
Kalniņš won met het nationale team van de Sovjet-Unie één  zilveren medaille op de Olympische Spelen in 1964 en een bronzen medaille op de Wereldkampioenschappen in 1963 en één gouden medaille op het Europees kampioenschap in 1963. In 1970 stopte hij met basketbal.
Kalniņš was van 1970 tot 1971 de hoofdcoach van SKA Riga.
Kalniņš kreeg in 1998 de onderscheiding Orde van de Drie Sterren 1e graad.

## Erelijst
- Landskampioen Sovjet-Unie: 1
  - Winnaar: 1958
  - Tweede: 1962, 1964
  - Derde: 1961
- Landskampioen Letse SSR: 5
  - Winnaar: 1962, 1965, 1966, 1967, 1969
- FIBA European Champions Cup: 3
  - Winnaar: 1958, 1959, 1960
  - Runner-up: 1961
- Olympische Spelen:
  - Zilver: 1964
- Wereldkampioenschap:
  - Brons: 1963
- Europees Kampioenschap: 1
  - Goud: 1963
- Spartakiade van de Volkeren van de USSR:
  - Winnaar: 1956